# 15e régiment d'uhlans (régiment d'uhlans schleswigois-holsteinois)
Pour les articles homonymes, voir 15e régiment.
Le 15e régiment (régiment d'uhlans schleswigois-holsteinois) est une unité de cavalerie de l'armée prussienne.

## Position du régiment
- 21e corps d'armée à Sarrebruck

Commandant général : General der Infanterie Fritz von Below
- 42e division d'infanterie à Sarrebourg

Commandant : Generalleutnant Hasso von Bredow
- 42e brigade de cavalerie (de) à Sarrebourg

Commandant : Général de division Kurt Koscielski von Ponoschau
- Chef du régiment : Generaloberst Frédéric-Léopold de Prusse

Commandant du régiment : Colonel von Printz
Jour de fondation : 27 septembre 1866
Garnison : Sarrebourg

## Histoire
Par AKO du 30 octobre 1866, en cédant la
- 1er escadron du 1er régiment d'uhlans
- 5e escadron du 3e régiment d'uhlans (pl)
- 5e escadron du 10e régiment d'uhlans (pl)
- 5e escadron du 11e régiment d'uhlans (de)

ordonne la création d'un 15e régiment d'uhlans. Le nouveau régiment est réparti entre les villes de Perleberg, Kyritz et Wusterhausen. En avril 1867, un 5e escadron est mis sur pied et à partir du 7 novembre 1867, l'unité reçoit la désignation provinciale "schleswigois-holsteinois" et s'appele depuis lors le 15e régiment d'uhlans (régiment d'uhlans schleswigois-holsteinois). Après le retour de France, où l'unité a été affectée aux forces d'occupation à l'occasion de la guerre de 1870/71, les uhlans s'installent en garnison à Strasbourg. En 1896, le régiment s'installe dans sa dernière garnison à Sarrebourg.

### Guerre franco-prussienne
Dans la guerre franco-prussienne, le régiment combat le 14 août 1870 à la bataille de Borny-Colombey, le 16 août à Mars la Tour et le 18 août à Saint-Privat. En novembre 1870, il est transféré à l'armée du Sud-Ouest avec des combats contre l'armée française de la Loire près d'Orléans (3 au 4 décembre 1870), Le Mans (10 au 12 janvier 1871) et Tours. Après l'armistice, en juillet 1871, les uhlans s'installent dans la ville et forteresse de Strasbourg.

### Première Guerre mondiale

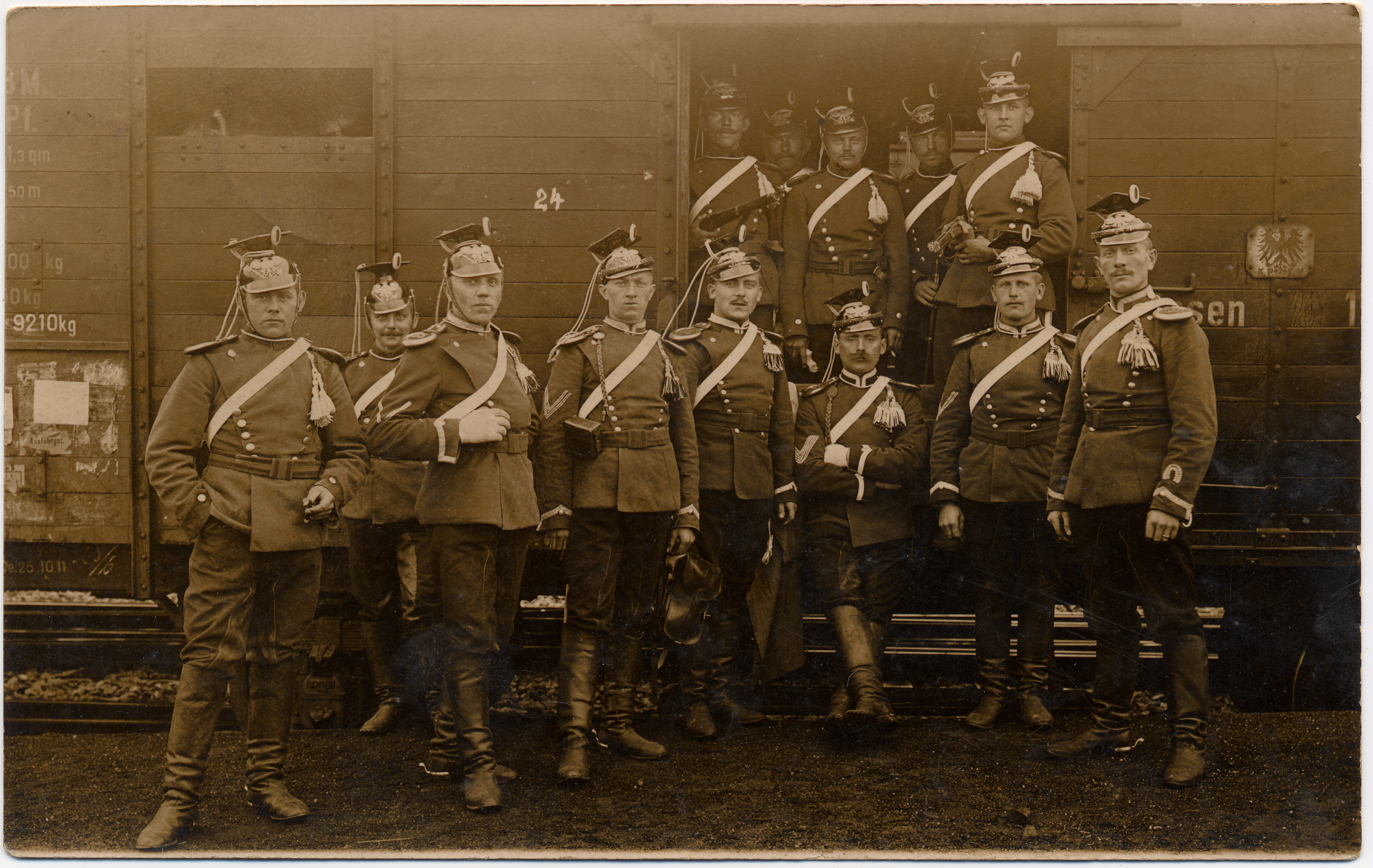
15e régiment d'uhlans

Au début de la Première Guerre mondiale, le régiment d'uhlans part le 3 août 1914 avec son régiment frère, le 11e régiment d'uhlans (de), avec lequel il doit rester pendant presque toute la guerre dans la formation de la 42e brigade de cavalerie (de) (7e division de cavalerie) doit rester, sur le front ouest. Les uhlans assurent d'abord la protection des frontières en Lorraine, avant d'avancer sur Amiens et Compiègne en septembre. Après la bataille de la Marne et la retraite associée, les uhlasn participe à la course à la mer puis combat, en partie déjà démonté, jusqu'en décembre 1914 sur l'aile droite du front allemand en Belgique et dans le nord de la France. En avril 1915, l'unité s'installe dans les Vosges et combat à pied à Hartmannsweilerkopf. Après cela, le régiment fournit des services arrière (courriers et tâches de sécurité) en Belgique jusqu'à la mi-1916, avant d'être transféré sur le front de l'Est le 15 décembre 1916. L'unité y combat en partie dans la guerre des tranchées devant Dünaburg, en Estonie et en Livonie. Au printemps 1918, ils sont transférés sur le front ouest, où les chevaux sont remis et les troupes sont déployées à partir de mai 1918 en tant que régiment de tirailleurs de cavalerie.

### Après-guerre
Après l'armistice de Compiègne, le régiment s'installe à Osterburg en décembre 1918, où il est ensuite démobilisé et finalement dissous.
La tradition est repries dans la Reichswehr par le 4e escadron du 11e régiment (prussien) de cavalerie à Neustadt.

## Commandants
| Dienstgrad                  | Name                                     | Datum                                                 |
| --------------------------- | ---------------------------------------- | ----------------------------------------------------- |
| Major/Oberstleutnant/Oberst | Gustave-Hermann d'Alvensleben            | 30 octobre 1866 au 11 avril 1873                      |
| Oberstleutnant/Oberst       | Franz von Klocke (de)                    | 21 avril 1873 au 14 août 1874                         |
| Oberst                      | Emanuel von Korff (de)                   | 15 août 1874 au 8 juillet 1878                        |
| Major/Oberstleutnant        | Richard von Scholten                     | 9 juillet 1878 - 2 février 1880                       |
| Major/Oberstleutnant        | Oskar von Treskow                        | 3 février 1880 - 17 avril 1882                        |
| Major/Oberstleutnant/Oberst | Adolph Chales de Beaulier                | 18 avril 1882 au 6 juillet 1887                       |
| Major/Oberstleutnant/Oberst | Louis Schmidt von Schmidtseck (de)       | 7 juillet 1887 au 10 décembre 1890                    |
| Oberstleutnant              | August von Neukirchen gen. von Nyvenheim | 18 décembre 1890 au 12 mai 1895                       |
| Oberst                      | Maximilian Yorck von Wartenburg (de)     | 13 mai 1895 au 11 septembre 1896                      |
| Oberstleutnant/Oberst       | Eugen von Koblinski                      | 12 septembre 1896 au 17 mai 1901                      |
| Major                       | Erwin Seutter von Lötzen                 | 18 mai 1901 au 21 avril 1902 (chargé de la direction) |
| Oberstleutnant              | Erwin Seutter von Lötzen                 | 22 avril 1902 au 13 juin 1904                         |
| Major/Oberstleutnant/Oberst | Johannes Simon (de)                      | 14 juin 1904 au 19 avril 1910                         |

## Uniforme
Les uhlans portent une tunique bleu foncé appelée Ulanka. Celui-ci est assorti de surtaxes polonaises et est équipé d'une remise sur le défilé qui peut être boutonnée pour le défilé. Un buisson de crin blanc est attaché à la chapka pour le défilé. Le numéro du régiment figure sur les épaulettes.
La couleur dite des insignes du régiment est le jaune citron. Les remises de parade de l'ulanka et de la chapka, les champs d'épaulette et les passants sont de cette couleur. De même les poignets, le passepoil et le col. Les boutons et les raccords sont de couleur laiton. Une bandoulière blanche avec un cartouche noir va de l'épaule gauche à la hanche droite. Les culottes sont de couleur anthracite.
Déjà ordonné par l'A.K.O. du 14 février 1907 et introduit progressivement à partir de 1909/10, l'uniforme coloré est remplacé pour la première fois par l'uniforme gris de campagne (M 1910) à l'occasion des manœuvres impériales de 1913. C'est identique à l'uniforme du temps de paix. Le cuir et les bottes sont de couleur marron naturel, la chapka est recouverte d'une housse en tissu appelée roseau. La cartouchière et le cartouche ne sont plus portés avec cet uniforme.